# Esra Yıldız
Esra Yıldız Kahraman, née le 4 juillet 1997 à Nevşehir, est une boxeuse turque.

## Carrière
Lors des Championnats d'Europe féminins de boxe amateur 2016, elle remporte la médaille de bronze en poids plumes.
Lors des Jeux olympiques d'été de 2024, elle perd en demi-finale face à la Taïwanaise Lin Yu-ting cinq sets à zéro, obtenant la médaille de bronze en poids plumes. Après sa défaite, elle fait le signe X avec son index, ce qui déclenche une controverse, remettant en lumière un précédent incident où Lin avait été démise de sa médaille de bronze lors d'un championnat organisé par l'International Boxing Association à la suite d'irrégularités. La validité de ces tests est critiquée et le Comité international olympique (CIO) explique que les tests de genre effectués par l'IBA manquent de crédibilité. En 2023, le statut olympique de l'IBA avait même été annulé pour des problèmes de gouvernance et de corruption.